# 凡爾納·加涅

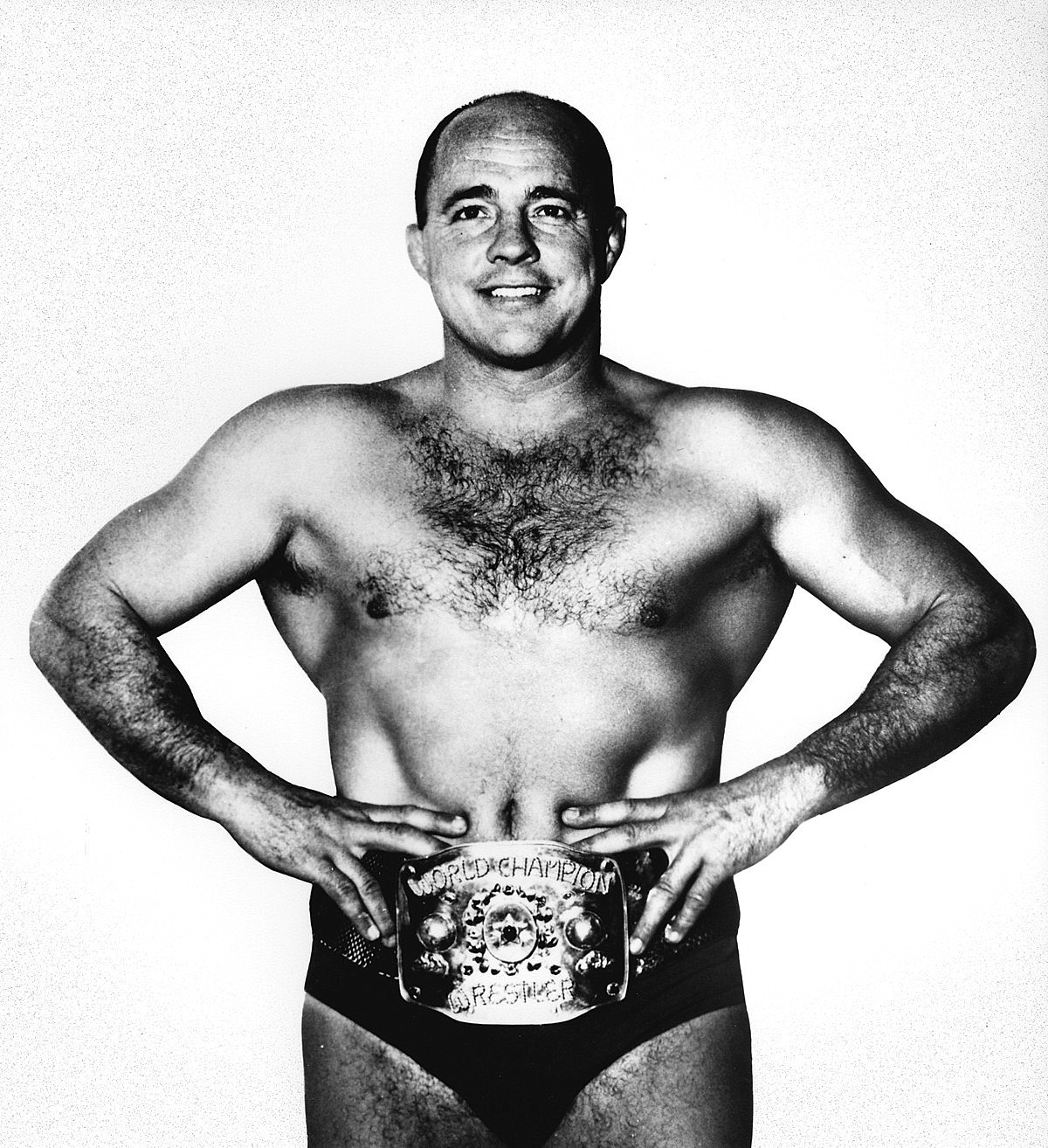
凡爾納·加涅

拉维恩·克拉伦斯·凡尔纳·加涅 （ 1926年2月26日-2015年4月27日） 是一位美国業餘摔跤及職業摔角手、美式足球運動員、摔跤教练及摔跤推广人，生于科克倫。 他曾是美國摔角協會的所有人及推广人。
加涅在明尼苏达大学就讀期間 曾两次获得NCAA摔跤比賽冠军，1948年夏季奥林匹克运动会上他是美国自由式摔跤队的替补队员，1949年起转为职业选手。